# Aloe pallescens
Aloe pallescens é uma espécie de liliopsida do gênero Aloe, pertencente à família Asphodelaceae.